# Igreja Matriz da Chamusca
A Igreja Matriz da Chamusca, também referida como Igreja Paroquial da Chamusca e Igreja de São Brás, é um templo cristão situado no centro histórico da vila da Chamusca, na atual freguesia de Chamusca e Pinheiro Grande.
É a mais antiga e a mais importante da Chamusca e tem sido a igreja matriz da vila desde a sua fundação. Este templo está  junto a edifícios antigos, alguns deles dos séculos XVII e XVIII.[carece de fontes?]

## História
A igreja foi mandada construir em 1510 por D. João da Silva, segundo donatário da Chamusca e de Ulme, tendo sido consagrada a S. Brás devido, possivelmente, a ser esse o nome do seu filho varão.
Aquando da visita de D. Manuel I à vila, corria o ano de 1518, já a igreja se encontrava concluída. Não obstante, o templo foi sofrendo inúmeras remodelações e modificações ao longo dos tempos. As primeiras aconteceram logo nos finais do século XVI, pois já na época a igreja não tinha capacidade para albergar todos os fiéis que a ela acorriam. No século XVII, os altares existentes no interior do templo eram, para além do altar-mor, os seguintes: Nossa Senhora do Rosário, Menino Jesus, S. João Baptista, S. Sebastião, Espírito Santo e das Almas.
No início do século XVIII, a igreja sofre novas modificações, desta vez a propósito do estabelecimento na vila de duas congregações religiosas: a Confraria das Almas do Purgatório e a Irmandade do Santíssimo Sacramento. O seu interior foi então ornado por um silhar de azulejos de faixas cruzadas, em verde e branco.
Em 1731, e atendendo à vontade dos chamusquenses, a rainha D. Maria Ana de Áustria, mulher de D. João V (Chamusca e Ulme eram já, desde a Restauração da Independência, pertença da Casa das Rainhas) deu ordem para que as obras assegurassem uma futura ampliação do templo, de forma a que a igreja pudesse albergar todos os paroquianos em dias festivos. Foram então levantadas as grossas paredes exteriores, construído o adro e erguidas as duas torres (a sineira e a do relógio) com um avanço relativamente à fachada, numa intervenção que durou dez anos. A ampliação inicialmente prevista acabou por nunca ser concretizada. Desta remodelação resultaram ainda o actual altar-mor, os dois altares frontais e os altares que existiam em cada uma das quatro capelas laterais, todos executados em talha dourada.
Durante as Invasões Francesas, e por ordem de Junot, foram confiscadas à Irmandade do Santíssimo Sacramento as pratas, as varas do pálio, as cruzes, as lanternas, os castiçais do altar e o pé da cruz de S. Sebastião.
A actual porta principal exterior foi construída em 1806, tendo sido ornamentada com portões de ferro forjado em 1929, executados por Cipriano Imaginário. O actual sino foi colocado em 1816, substituindo um outro instalado em 1763, que por sua vez havia substituído o original, de 1676. Em 1869, a faísca de um relâmpago causou danos sérios na fachada.
No início do século XX, fruto do anticlericalismo dominante durante a I República, chegou a ser proposta a demolição do edifício, com vista à ampliação do espaço destinado ao mercado, que ainda hoje se faz em frente ao templo. Em 1946, o prior iniciou obras na igreja, mandando instalar sanitários, um compartimento para servir de cartório e várias arrecadações. Mandou ainda retirar os altares das capelas laterais e arrancar o silhar de azulejos. A conselho de um seu cunhado, pretendia ainda retirar os dois altares frontais e restaurar com cimento branco os botões do portal manuelino. Felizmente, foi impedido de o fazer.

## Arquitectura e Arte Sacra
Da construção inicial da igreja já apenas restam o pórtico, em estilo manuelino, de volta redonda e com um entrançado de pedra assente sobre dois fustes, o portal lateral nascente e a pedra de armas com o característico leão do brasão dos Silvas, colocado por cima do pórtico. As paredes que se erguem lateralmente cingiram as empenas laterais do templo antigo, ocultando o portal lateral manuelino, decorado com botões e de verga golpeada.
A igreja, de uma só nave, é coberta por um tecto de madeira de três planos, sendo a capela-mor coberta por um tecto em abóbada de berço pintado com motivos florais e revestida por azulejos do século XVII. No pavimento da capela-mor, encontra-se a lápide de jazida de D. João da Silva e de sua mulher, D. Joana Henriques.
A rodear o altar-mor, existem dois altares colaterais frontais, dedicados a S. Sebastião e a S. João Baptista, respectivamente. Tanto o altar-mor como os dois altares colaterais são em talha dourada do século XVIII. Para além destes altares, a igreja contém ainda quatro capelas, dedicadas a S. Cristóvão, Santa Teresinha, Nossa Senhora de Fátima e ao Sagrado Coração de Jesus.
Das imagens dispostas no templo, podem-se salientar no altar-mor a de S. Brás, patrono da igreja e da freguesia da Chamusca, uma escultura em madeira estofada e policromada do século XVII, e a de Nossa Senhora da Conceição. Nos altares colaterais, encontram-se as imagens de S. Sebastião, de pedra, do início do século XVI, e a de S. João Baptista. Ainda nestes altares, encontram-se pinturas sobre tábua, numa figurando O Baptismo, datada do princípio do século XVII, e outra representando A Visão de S. Pedro antes da Conversão do Centurião Cornélio, atribuída à Escola Portuguesa de Grão Vasco e datada do século XVI.
Nas capelas laterais, encontram-se as imagens do Ecce Homo, a do Senhor Morto, da autoria de Claude Laprade, adquirida no século XVIII pela Irmandade do Santíssimo Sacramento, e a de S. Vicente, datada do século XVII. Esta última imagem foi trazida, juntamente com a de S. Sebastião, da Igreja de Santa Maria de Ulme, na sequência dos grandes danos nela produzidos pelo Terramoto de 1755.

## Confrarias e Irmandades
Esta igreja serviu, ao longo do tempo, de sede a várias congregações religiosas, das quais as mais importantes foram a Confraria das Almas do Fogo do Purgatório e a Irmandade do Santíssimo Sacramento.
A Confraria das Almas foi fundada 1629, tendo o seu compromisso sido reformado em 1722. Esta congregação tinha como objectivo o desenvolvimento de acções benemerentes a favor dos pobres da paróquia, realizando para tal acções de visitação e de socorro a doentes enfermos, a presos e a indivíduos em situação de miséria. O compromisso desta confraria determinava ainda que, nos funerais, os seus membros deveriam acompanhar, com os seus círios, o defunto até à igreja em que este seria enterrado. Estas acções eram suportadas quer pela contribuição directa dos irmãos, quer pelas esmolas e doações que a confraria ia recebendo.
A Irmandade do Santíssimo Sacramento teve uma acção semelhante a esta confraria, tendo existido entre 1668 e 1906, ano em que foi extinta. Para além destas congregações, estiveram ainda sediadas nesta igreja a Confraria de São Brás, a Confraria de São João Baptista (a partir de 1711), a Confraria de São Sebastião (entre 1758 e 1836) e a Irmandade de Nossa Senhora do Rosário (existente em 1751).